# Брекън
Брѐкън (на английски: Brecon; на уелски: Aberhonddu, Аберхо̀нди) е град в Уелс, Великобритания.

## География
Град Брекън е в Източен Уелс. Разположен е на река Ъск и устието на нейния ляв приток Хонди в графство Поуис. На юг от града се намира националния парк Брекън Бийкънс. Най-близкият голям град до Брекън е Мърдър Тидфил, който се намира на 19 km на юг. На около 30 km на изток е английската граница. Население около 8000 жители.

## История
Градът е основан през 11 век.

## Архитектурни и други забележителности
- Катедралата
- Музеят
- Колежът „Крист“
- Националният парк Брекън Бийкънс

## Традиционни събития
- Джазфестивалът

## Побратимени градове
- Блауберен, Германия
- Гуену, Франция
- Сален, Мичиган, САЩ

## Личности родени в Брекън
- Роджър Глоувър (р. 1945), рокмузикант
- Джералд Джеймс (1917-2006), киноартист
- Питър Хоуп Еванс (р. 1947), музикант
- Сара Сидънс (1755-1831), британска артистка

## Галерия
- Търговският център на Брекън
- Водният канал край Брекън
- Туристическото влакче за националния парк „Брекън Бийкънс“